# Рамелско праисторическо селище
Рамелското праисторическо селище (на гръцки: Αρχαίος οικισμός Ραχώνας) е археологически обект край ениджевардарското село Рамел (Рахона), Гърция.
Селището е разположено в местностите Тумба и Трапеза североизточно от Рамел. Според откритите останки е обитавано през бронзовата и желязната епоха.
В 1990 година селището е обявено за защитен археологически паметник.